# Collezione d'arte di Georg Friedrich Händel

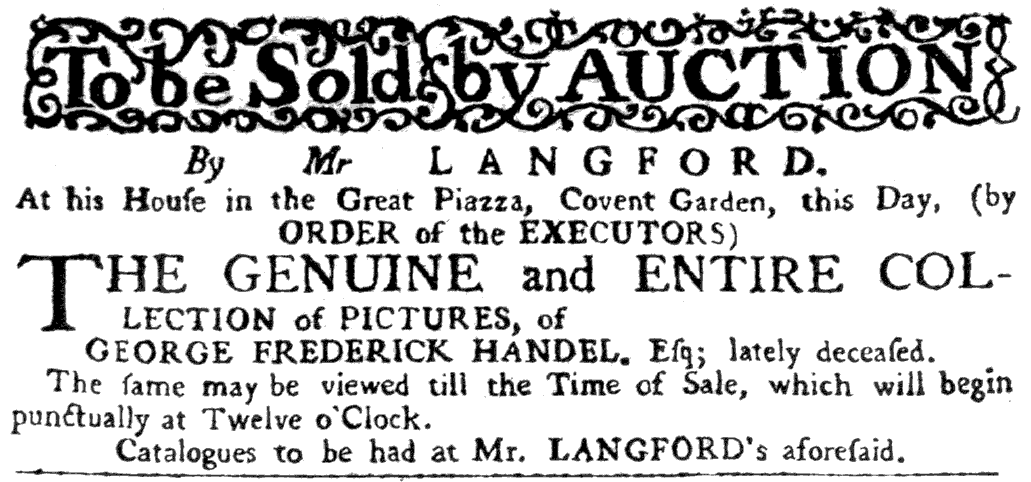
Auction Notice (Daily Advertiser, 28 February 1760) for the sale of Handel's art collection

Georg Friedrich Händel è noto per aver avuto un grande amore per la pittura e fino a quando la sua vista non gli venne meno, apprezzò molto la visione di raccolte di immagini in vendita. Egli possedeva una grande collezione d'arte composta da almeno settanta dipinti e dieci stampe, tra paesaggi, rovine, cacce, storici, marine e scene di battaglia; erotici; e alcuni quadri biblici e ritratti.

## Opere d'arte
I dipinti e le stampe della collezione di Händel (che non sono stati lasciati in eredità nel suo testamento) sono stati messi all'asta da Abraham Langford. poco più di dieci mesi dopo la sua morte (il catalogo dell'asta era datato 27-28 febbraio 1760).

### Vendita all'asta
L'asta della collezione d'arte di Händel è avvenuta il 28 febbraio 1760. Il catalogo di vendita elencava i seguenti oggetti::
| Lotto | Genere  | Artista               | Note                                                             |
| ----- | ------- | --------------------- | ---------------------------------------------------------------- |
| 1     | Stampa  | Dorigny, N.           | Otto dei pianeti                                                 |
| 2     | Stampa  | Solimene              | La fuga in Egitto, e 8 altri                                     |
| 3     | Stampa  | Dorigny, N.           | Sette stampe degli Angeli e Crocifissione                        |
| 4     | Stampa  | Poussin, N.           | Otto paesaggi                                                    |
| 5     | Stampa  | Lambert and Scott     | Sei marine                                                       |
| 6     | Stampa  | Goupy                 | Quattro paesaggi (nello stile di Poussin, etc.)                  |
| 7     | Stampa  | Dorigny, N.           | Quattro vedute di Malta, ed altre tre                            |
| 8     | Stampa  | Goupy                 | Otto paesaggi (nello stile di Salvator Rosa)                     |
| 9     | Stampa  | Goupy                 | Rubens caccia al cervo, e 5 altri                                |
| 10    | Mappe   | —                     | Otto mappe su rulli                                              |
| 11    | Cornici | —                     | Due cornici oro brunito                                          |
| 12    | Dipinto | Sconosciuto           | Due quadri con porte (nello stile di Servandoni), e altri 2      |
| 13    | Dipinto | Vandiest              | Un paesaggio con case                                            |
| 13    | Dipinto | Mompert               | Un piccolo paesaggio                                             |
| 13    | Dipinto | Percelles             | Una marina                                                       |
| 14    | Dipinto | Sconosciuto           | Una conversazione olandese (nello stile di Ostade)               |
| 14    | Dipinto | Sconosciuto           | Un paesaggio (nello stile di Housman)                            |
| 14    | Dipinto | Sconosciuto           | Due ritratti                                                     |
| 15    | Dipinto | Pellegrini            | Due quadri storici                                               |
| 16    | Dipinto | Ardine                | Due quadri di fiori                                              |
| 16    | Dipinto | Montingo              | Un quadro di fiori                                               |
| 17    | Dipinto | Percelles             | Un vento fresco                                                  |
| 17    | Dipinto | Sconosciuto           | Un ambiente tranquillo                                           |
| 17    | Dipinto | Sconosciuto           | Due altri                                                        |
| 18    | Dipinto | van Bassen, Ab.       | Una città in fiamme                                              |
| 18    | Dipinto | Vandiest              | Un paesaggio                                                     |
| 18    | Dipinto | Vandiest              | Due teste in un quadro                                           |
| 19    | Dipinto | Teniers, D.           | Una conversazione di stivali                                     |
| 20    | Dipinto | Angeles               | Due scimmie in abito da frate                                    |
| 20    | Dipinto | Vangoen               | Un piccolo paesaggio                                             |
| 21    | Dipinto | Mola, Fr.             | Narciso in un paesaggio                                          |
| 21    | Dipinto | Sconosciuto           | Un uomo che suona un flauto tedesco (nello stile di Tiziano)     |
| 22    | Dipinto | Ardine                | Un quadro di fiori                                               |
| 22    | Dipinto | Sconosciuto           | Un paesaggio                                                     |
| 23    | Dipinto | Sconosciuto           | due paesaggi                                                     |
| 24    | Dipinto | Griffier, Jan ("Old") | Un paesaggio e buoi (nello stile di Berghem)                     |
| 24    | Dipinto | Ruysdael, Sol.        | Un paesaggio e buoi                                              |
| 25    | Dipinto | Servandoni            | Un quadro di rovine                                              |
| 26    | Dipinto | Pellegrini            | Sansone e Dalila                                                 |
| 27    | Dipinto | Sconosciuto           | Una testa (nello stile di Rembrandt)                             |
| 28    | Dipinto | Watteau               | Una conversazione                                                |
| 29    | Dipinto | Watteau               | Compagno di to "Una conversazione"                               |
| 30    | Dipinto | Sconosciuto           | Giove e Leda (a colori ad acqua)                                 |
| 31    | Dipinto | Sconosciuto           | Giove e Danae (Compagno di "Giove e Leda")                       |
| 32    | Dipinto | Mompert               | Un paesaggio                                                     |
| 33    | Dipinto | Andrea, S.            | Una lampada per illuminazione                                    |
| 34    | Dipinto | Sconosciuto           | Il Ratto di Proserpina                                           |
| 35    | Dipinto | Goupy                 | Agar e Ismaele                                                   |
| 36    | Dipinto | Parrocelle            | Un paesaggio con un ponte                                        |
| 36    | Dipinto | Parrocelle            | Il ritrovamento di Mosè                                          |
| 37    | Dipinto | Cantarini             | Due teste di angeli in un ovale, e il suo compagno               |
| 38    | Dipinto | Swanevelt             | Un paesaggio                                                     |
| 39    | Dipinto | Wooton                | Un tramonto                                                      |
| 40    | Dipinto | Poussin, N.           | Un paesaggio                                                     |
| 41    | Dipinto | Horizonti             | Un paesaggio verticale                                           |
| 42    | Dipinto | Horizonti             | Compagno di "Un paesaggio verticale"                             |
| 43    | Dipinto | Goupy                 | Belisarius (su van Dyck), con colori ad acqua                    |
| 44    | Dipinto | Michau                | Un paesaggio verticale                                           |
| 45    | Dipinto | Hondius               | Un paesaggio verticale con la fucina di Vulcano                  |
| 46    | Dipinto | Savory, Rowland       | Un paesaggio (Roelant Savery?)                                   |
| 47    | Dipinto | Sconosciuto           | Giove e Io, con colori ad acqua                                  |
| 48    | Dipinto | Sconosciuto           | Giove e Ixion (compagno di Giove e Io)                           |
| 49    | Dipinto | Hondius               | Scena di caccia                                                  |
| 50    | Dipinto | Horizonti             | Un paesaggio                                                     |
| 51    | Dipinto | Ricci, M.             | Un paesaggio e case, con colori ad acqua                         |
| 52    | Dipinto | Ricci, M.             | Un paesaggio e case                                              |
| 53    | Dipinto | Ricci, M.             | Un paesaggio e case (piccolo)                                    |
| 54    | Dipinto | Sconosciuto           | Un grande pezzo di architettura e rovine (nello stile di Panini) |
| 55    | Dipinto | Poussin, N.           | L'assedio di Troia                                               |
| 56    | Dipinto | Tillemans             | Due quadri di battaglia                                          |
| 57    | Dipinto | Brueghell?            | Un paesaggio piccolo                                             |
| 58    | Dipinto | Goupy                 | Muzio Scevola                                                    |
| 59    | Dipinto | Andrea del Sarto      | Venere con il suo seguito                                        |
| 60    | Dipinto | Ferg                  | Un paesaggio e figure, su rame                                   |
| 61    | Dipinto | Ferg                  | Compagno a "Un paesaggio e figure"                               |
| 62    | Dipinto | Lucatelli             | Un paesaggio                                                     |
| 63    | Dipinto | Cannaletti            | Palazzo Ducale                                                   |
| 64    | Dipinto | Poelenburgh           | Bacco e Arianna                                                  |
| 65    | Dipinto | Ricci, Seb.           | Venere e Adone                                                   |
| 66    | Dipinto | Capriacci             | Venere e Cupido (in un ovale)                                    |
| 67    | Dipinto | Servandoni            | Un grande quadro di rovine e figure                              |